# الموتى السائرون (سلسلة كتب مصورة)
الموتى السائرون (بالإنجليزية: The Walking Dead) سلسلة كتب مصورة (كومكس)، من تأليف الكاتب روبرت كيركمان والرسام توني مور. تتابع السلسلة حياة ريك غرايمز، شرطي يصاب بعيار ناري أثناء مطاردته بعض المجرمين، يستيقظ بعدها من غيبوبة ليشهد نهاية العالم كما نعرفة إثر مرض فيروسي حول البشر إلى أموات سائرون، تدور أحداث القصة في البداية في مدينة أتلانتا في ولاية جورجيا جنوب الولايات المتحدة.
صدر أول عدد من السلسلة في عام 2003، كتب قصة السلسلة روبرت كيركمان ورسمها توني مور (عدد رقم 1–6)، وتشارلي أدلارد (عدد رقم 7–فما بعد)، استمر توني مور بتصميم غلاف القصص حتى الإصدار رقم 24. طورت قصة الكتب المصورة إلى مسلسل تلفزيوني بعنوان الموتى السائرون وعرض في عام 2010، على قناة «AMC» الأمريكية. وفي عام 2014، عرض مسلسل مرافق لمسلسل الموتى السائرون يحمل عنوان اخشوا الموتى السائرون. كما طور المسلسل للعديد من ألعاب الفديو مثل؛ الموتى السائرون: غريزة النجاة والموتى السائرون.

## أعمال آخرى

### مسلسل تلفزيوني
- 2010–الآن: الموتى السائرون، يعرض على قناة «AMC»[7][8][9]
- 2014–الآن: إخشوا الموتى السائرون، يعرض على قناة «AMC»

### ألعاب الفيديو
- 2011: الموتى السائرون، لعبة فيديو[10]
- 2013: الموتى السائرون: غريزة النجاة، لعبة فيديو

## وصلات خارجية
- الموقع الرسمي
- الموقع الرسمي للمسلسل التلفزيوني على قناة "AMC"